# Charles Daniel d'Arrac de Vignes
Charles Daniel d'Arrac de Vignes (24 de janeiro de 1742 -) foi um oficial da Marinha francesa. Ele lutou na Guerra da Independência Americana e participou nas operações francesas no Oceano Índico sob o comando de Suffren.

## Biografia
Arrac de Vignes ingressou na Marinha como Garde-Marine no dia 1 de fevereiro de 1756. Ele foi promovido a Tenente em 1 de outubro de 1773 e a Capitão em 9 de maio de 1781.
Ele serviu como primeiro oficial do Saint Michel de 64 canhões, sob o comando do Chevalier d'Aymar, quando a embarcação foi reforçar o esquadrão francês sob o comando de Suffren no Oceano Índico.
Suffren promoveu-o ao comando do <Artésien. Ele participou na Batalha de Cuddalore, onde o seu desempenho satisfez Suffren.
Depois da guerra, ele estava entre os capitães que Suffren recomendou para promoção Ele recebeu uma pensão de 600 libras francesas em reconhecimento pelos seus serviços.